# Nicolas Gougenot
Nicolas Gougenot est un maître écrivain et un écrivain, actif vers 1600-1640.

## Biographie
Il est né à Dijon, probablement dans les années 1580. Son activité de maître écrivain n'est connue que par un seul recueil. Devenu presque aveugle, il dut abandonner ce métier pour se consacrer à la littérature, publiant trois pièces ou romans entre 1633 et 1634.
On a de lui un portrait gravé par Pierre de Loisy d'après une peinture de C. Cardeur, qui le dit "Escrivain dijonnois".
Il est peut-être le même que Nicolas Gougenot, secrétaire du maréchal de Châtillon en 1631.

## Œuvres graphiques
- Il édite en 1614 un recueil d'exemples gravés par Pierre de Loisy, Pirette d'Autun et Milot. Il contient quatre alphabets et vingt-deux sentences, dont dix-huit en vers. Paris BNF (Est.) : Kb31 fol. (collection Marolles). Ouvrage cité dans Dubois 1772, p. 110, qui précise la date de 1614.
- [Recueil de prières à l'usage du roi Louis XIII écrites par Philippe Desportes, découpées et ornementées par Nicolas Gougenot]. Paris BNF (Mss.) : Français 24749 (prov. bibl. La Vallière). Il s'agit d'un manuscrit dont le texte est entièrement découpé au canif, constituant ce qu'on appelle un canivet. Voir Pour ce manuscrit Gougenot reçut une gratification de 600 livres[2]. Il existe au moins quatre autres manuscrits similaires :
  - Rouen Bibliothèque municipale : Ms. 3032.
  - Bibliotheca Apostolica Vaticana : Barberini lat. 369.
  - Brighton (MA), St-John's Seminary.
  - Le dernier est passé dans le commerce en 2010 (vente Christie's no 7915, 27 octobre 2010 Voir).

Ces ouvrages ont été faits pour les membres de l'Ordre du Saint-Esprit, qui devaient tous les jours dire les Heures du Saint Esprit, avec les Hymnes & Oraisons qui seront dedans un livre que nous leur donnerons à leur reception; ou bien les sept Pseaumes Penitentiaux, avec les Oraisons qui seront aussi dans ledit livre. Ces manuscrits semblent bien correspondre à cette description. Sur cette collection de manuscrits, voir Ruysschaert 1963.

## Œuvres littéraires
- Le Triomphe du véritable amour, fait en vers françois. Ode par Nicolas Gougenot, Dijonnois. Béziers : Jean Pron, 1618. Cité d'après Beauchamps 1735 tome III p. 79.
- La Comédie des comédiens. Paris : Pierre David, 1633.
- La Fidèle tromperie, tragicomédie. Paris : Antoine de Sommaville, 1633. Réédition par François Lasserre (Paris : Honoré Champion, 2014).
- Poème liminaire à la tragi-comédie de Claude Chabrol L’Orizelle... ou les Extrêmes mouvements de l'Amour et de la Jalousie. Paris : Mathieu Colombel, 1632.
- Le Roman de l'infidèle Lucrine. Paris : Mathieu Colombel, 1634. Réédition par François Lasserre (Genève : Droz, 2003).
- Attribué à Gougenot : Discours à Cliton sur les observations du Cid avec un Traité de la disposition du Poème Dramatique et de la prétendue Règle de vingt-quatre heures. Paris : aux dépens de l’auteur, 1637.
- Il est peut-être un des auteurs, avec Jean-Baptiste Chassignet, d'un recueil d'emblèmes conservé à la Bibliothèque municipale de Besançon. Voir Sonnets franc-comtois inédits écrits au commencement du XVIIe siècle... éd. Théodore Courtaux. Paris : 1892.